# 슈웨타 바수 프라사드
슈웨타 바수 프라사드(힌디어: श्वेता बासु प्रसाद , 영어: Shweta Basu Prasad, 1991년 1월 11일 ~ )는 인도의 배우이다.